# Ordre du Mérite postal
L’ordre du Mérite postal, créé par décret no 53-1111 en date du 14 novembre 1953 en France, était destiné à récompenser les personnes s'étant distinguées par les services rendus dans le développement des activités des Postes et Télécommunications, tant en France métropolitaine que dans l'Union Française ou à l'étranger, dans le cadre des relations internationales.

## Histoire
L'ordre du Mérite postal fut créé par le ministère des postes, télégraphes et téléphone (PTT) le 14 novembre 1953 à la suite du décret no 53-1111. Celui-ci a pour but de récompenser les personnes qui se sont distinguées par leurs services rendus au développement des activités postales et des télécommunications en France ou à l'étranger.
À la suite du décret no 63-1196 du 3 décembre 1963 portant création de l'ordre national du Mérite, l'ordre du Mérite postal est dissous ; cependant les titulaires des grades de l'ordre continuent à jouir des prérogatives qui y sont attachées.

## Nomination
Pour pouvoir être reçu dans l'ordre du Mérite commercial, il faut être âgé de trente ans et jouir de ses droits civils.  Cependant, le candidat pourra déroger aux conditions d'âge et d'ancienneté s'il justifie un service extraordinaire et que le conseil de l'ordre est unanime.
Les étrangers peuvent également être admis dans l'ordre sans conditions d'âge ou d'ancienneté s'ils ne vivent pas en France. Pour ce qui est des étrangers vivant en France, ils devront suivre les mêmes conditions que les citoyens français.

## Conseil de l'ordre
Le conseil de l'ordre est composé d'un membre du conseil de la Légion d'honneur, le ministre des postes, télégraphes et téléphones, un membre du conseil d'État, le secrétaire général au ministère des PTT, le directeur général des postes, le directeur général des télécommunications, le directeur du personnel, un membre du cabinet du ministre des PTT, un inspecteur général de l'administration des PTT, le chef du bureau du cabinet assisté d'un administrateur du Mérite postal.
Les membres du conseil sont de droit commandeurs de l'ordre du Mérite postal.

## Apparence
La croix du Mérite postal est en forme d'étoile à cinq branches, émaillées de blanc, bordées de métal et d'une boule aplatie. L'étoile est posée sur une couronne de laurier ciselée en forme de pentagone irrégulier. le motif central comporte à l'avers une effigie de Mercure de profil, au revers un huchet et une lettre appuyés sur les foudres des services des communications. De part et d'autre sur émail blanc « République française » et « Mérite postal ». Le bélière consiste en deux ailes d'éployées en vermeil comportant au revers un anneau supportant l'étoile.
La croix de chevalier est en argent avec un motif central en vermeil d'un diamètre de 41 mm qui est suspendue à un ruban de 37 mm. Celle d'officier est en vermeil d'un diamètre de 41 mm et qui est suspendue à un ruban de 37 mm avec une rosette de 28 mm. La croix de commandeur est en vermeil d'un diamètre de 56 mm qui est suspendue à une cravate.
Le ruban fait 37 mm de largeur de couleur jaune or de chaque côté à 2 mm du bord, deux raies noires de 2 mm et est espacé de 2 mm.

## Grades

Rubans
Chevalier
Officier
Commandeur

Insignes
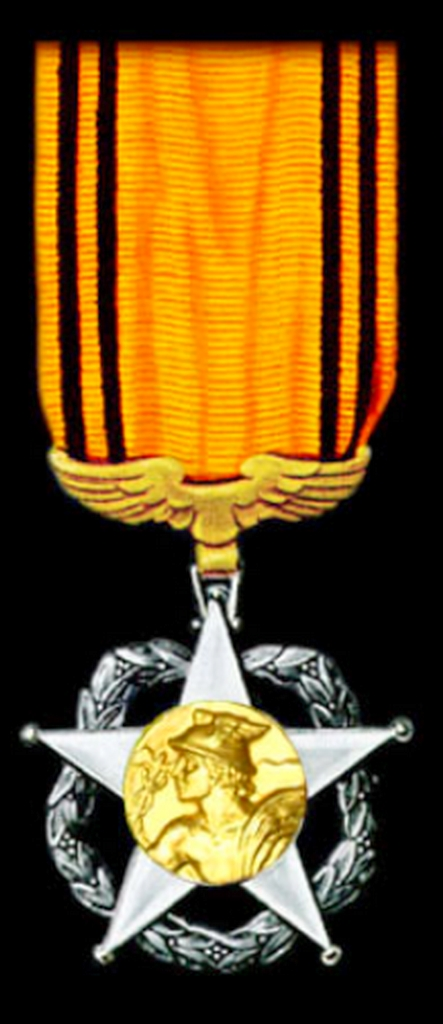
Insigne de chevalier
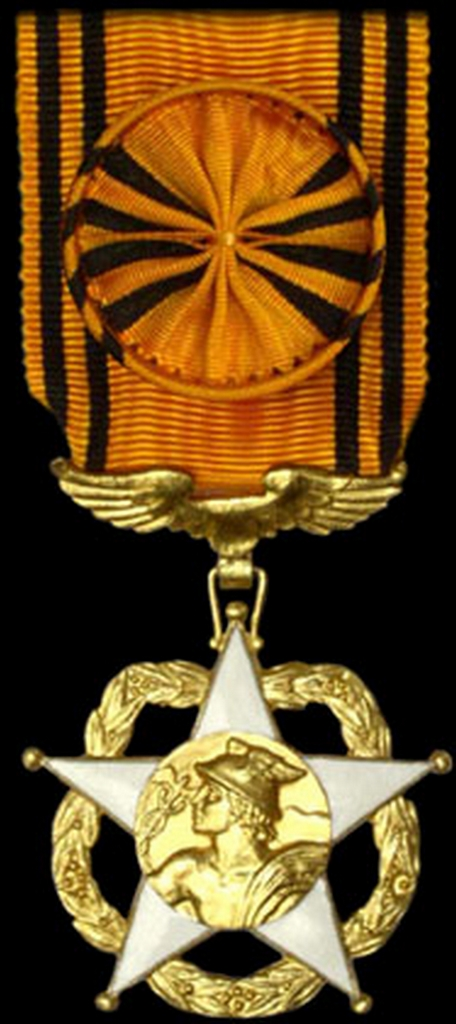
Insigne d'officier
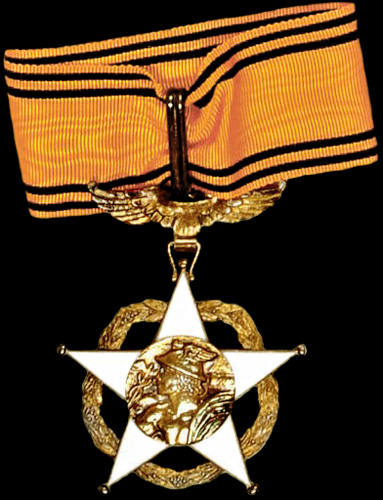
Insigne de commandeur